# Auburn (Alabama)
|  | Dieser Artikel wurde aufgrund von inhaltlichen Mängeln auf der Qualitätssicherungsseite des Projektes USA eingetragen. Hilf mit, die Qualität dieses Artikels auf ein akzeptables Niveau zu bringen, und beteilige dich an der Diskussion! Eine nähere Beschreibung der zu behebenden Mängel fehlt. |

Auburn ist eine City im Lee County, im US-Bundesstaat Alabama, in den Vereinigten Staaten. Das U.S. Census Bureau ermittelte bei der Volkszählung 2020 eine Einwohnerzahl von 76.143.

## Bildung
Die Auburn University ist mit etwa 24.000 Studenten die zweitgrößte Universität in Alabama. An der Auburn University befindet sich das Donald E. Davis Arboretum, ein Arboretum mit einer Fläche von fast 6 Hektar.

## Söhne und Töchter der Stadt
- Robert L. Gibbs (* 1971), Pressesprecher des Weißen Hauses
- Jamie Hampton (* 1990), Tennisspielerin
- Aubrey Reese (* 1978), Basketballspieler
- Frederick Chapman Robbins (1916–2003), Mikrobiologe, Arzt und Nobelpreisträger
- Lily Ross Taylor (1886–1969), Althistorikerin
- DeMarcus Ware (* 1982), Footballspieler

## Wichtige Gebäude
- Jordan-Hare Stadium
- Auburn City Hall

## Partnergemeinde
Blagoewgrad in Bulgarien